# دیوید براتون
دیوید براتون (انگلیسی: David Bratton؛ اکتبر ۱۸۶۹ – ۳ دسامبر ۱۹۰۴) بازیکن واترپلو اهل ایالات متحده آمریکا بود.
وی در مسابقات کشوری و بین‌المللی در مجموع برندهٔ ۱ مدال طلا شده‌است.